# Базой (Иркутская область)
Базой — деревня в Боханском районе Иркутской области России. Входит в состав Шаралдайского муниципального образования. Находится примерно в 94 км к западу от районного центра.

## Население
По данным Всероссийской переписи, в 2010 году в деревне проживало 9 человек (5 мужчин и 4 женщины).